# Pyöreäjärvi (sjö i Mäntyharju, Södra Savolax)
Pyöreäjärvi är en sjö i kommunen Mäntyharju i landskapet Södra Savolax i Finland. Sjön ligger 111,6 meter över havet. Arean är 55 hektar och strandlinjen är 5,09 kilometer lång. Sjön  ingår i Kymmene älvs huvudavrinningsområde.   Den ligger omkring 49 kilometer söder om S:t Michel och omkring 160 kilometer nordöst om Helsingfors. 